# Calanthe pullei
Calanthe pullei är en orkidéart som beskrevs av Johannes Jacobus Smith. Calanthe pullei ingår i släktet Calanthe och familjen orkidéer. Inga underarter finns listade i Catalogue of Life.